# Командир бригади

Стандартне позначення піхотної бригади в НАТО

Команди́р бригади чи бригадний командир (також скорочено комбриг) — у військовій справі військова посада старшого офіцерського складу в сухопутних (рідко у військово-повітряних та військово-морських силах) Збройних силах більшості країн. Здійснює командування бригадою — військовою частиною, яка в сухопутних військах складається із декількох батальйонів (дивізіонів) й підрозділів спец військ, а в військово-морському флоті бригада — тактичне з'єднання кораблів одного класу (бригада торпедних катерів). Бригада може бути окремою або входити до складу дивізії, корпусу або армії.
У військовій ієрархії серед командного складу комбриг посідає проміжну позицію між командиром батальйону чи командиром полку і командиром дивізії.
Військове звання командира бригади у Збройних Силах України — полковник. 

## Посадовий ранг в збройних силах
На початку ХХ століття у зв’язку з революційними подіями в європейських країнах (Зокрема Російській імперії) з’являються нові держави де при владі знаходилися ліві сили. Одними з перших дій цих урядів було скасування титулів, чинів та персональних військових звань. 

### СРСР
Лютнева революція 1917 року призвела до припинення існування Російської імперії. Після Жовтневого перевороту декретом радянського керівництва, було скасовано імперські чини, звання та титули. 29 січня 1918 році засновуються збройні сили Радянської Росії, Червона армія, а 29 листопада затверджується Устав внутрішньої та гарнізонної служби де серед іншого визначені та узаконені посадові військові звання, серед введених типових посад була присутня «командир бригади».  Вже 16 січня 1919 року були введенні знаки розрізнення військовослужбовців, згідно з їхніми військовими категоріями. Знаки розрізнення посад у РСЧА розміщувалися на рукаві однострою і виглядали як червоні матерчаті трикутники, квадрати чи ромби (молодший, старший та вищий командний состав) які розміщувалися горизонтально і над якими була присутня велика червона п’ятипроменева зірка з серпом та молотом у середні. Командир бригади (комбриг) мав за знаки розрізнення один червоний ромб. З початку 1922 року знаки розрізнення почали розміщуватися на спеціальному клапані, який був кольору роду військ та мав червону облямівку. Клапан розміщувався на рукаві, мав в верхній частині п’ятипроменеву зірку та розміщені вертикально знаки посадового рангу (трикутники, квадрати та ромби). Командир бригади як і раніше мав за знаки розрізнення один ромб. В 1924 році встановлюється новий тип одностроїв військовослужбовців, а також знаків розрізнення. Всі командно-стройові посади були поділено на чотири групи та 14 категорій. Знаки посадового стану замість рукавів, стають розміщуватися на петлицях гімнастерок та шинелей і змінили свій вигляд. Посади вказувалися трикутниками для молодшого, квадратами для середнього, прямокутниками для старшого і ромбами для вищого командного складів. Командир окремої бригади належав до вищого командного складу, та мав категорію К-10, маючи за знаки розрізнення один ромб на петлиці. В цій же категорії знаходився помічник командира дивізії. У Військово-морських силах, відповідним посадовим рангом у цій категорії був «командир крейсеру» (мав на рукаві одну широку стрічку). 
В 1935 році, в РСЧА було введено персональні військові звання. Звання вищого командного кладу були подібні до попередніх посадових рангів: комбриг, комдив, комкор, командарм (1-го і 2-го рангів). Знаки розрізнення вищого командного складу, збігалися з попередніми посадовими рангами, комбриг як і командир бригади мав один ромб на петлиці.
| Знаки розрізнення | Період використання                    |
| ----------------- | -------------------------------------- |
|                   | 1919-1922 (один з варіантів)           |
|                   | 1922-1924 (Генеральний Штаб)           |
|                   | 1924-1935                              |
|                   | 1935-1940 (знаки розрізнення комбригу) |

### Югославія
Під час Другої Світової війни на теренах колишньої Югославії діяли різноманітні військові сили: Хорватське домобранство, четники та НВАЮ. У комуністичної промосковської Народно-визвольна армія Югославії (НВАЮ) в 1941 – 1942 роках існувала система військових звань яка була схожа на систему посадових рангів РСЧА СРСР до введення персональних звань в 1935 році. Серед таких посадових рангів були: командир чоти, командант батальйону, командант загону, командант бригади чи групи загонів. Посадові ранги мали свої відповідні знаки розрізнення, командант бригади та командант групи загонів мали за знаки розрізнення червоний кут вершиною догори, всередині якого розміщувалася червона п’ятипроменева зірка. В 1942 – 1943 роках відбулася модифікація рангів, з’явилися ранги заступників та начальників штабів. Знаками розрізнення команданта бригади та команданта групи загонів стає трикутних з червоними сторонами, всередині якого розміщувалася червона п’ятипроменева зірка (попередні знаки розрізнення стали співвідноситися з посадовим рангом заступника команданта бригади). В 1943 році в НВАЮ були введені нові персональні військові звання, наближені до військових звань СРСР так колишнього Королівства Югославія.